# Ponente
Ponente lub Poniente – silny, ciepły i suchy wiatr wiejący z zachodu lub północnego zachodu na Morzu Śródziemnym.
Ponente (Poniente) to wiatr wiejący w Cieśninie Gibraltarskiej i wzdłuż wybrzeży północno-zachodniej części Morza Śródziemnego, przynoszący gorącą, czystą i przeważnie suchą pogodę. W tym czasie wzrasta przejrzystość powietrza, a z Gibraltaru widać brzegi Afryki.